# Star Wars Jedi: Fallen Order
Star Wars Jedi: Fallen Order est un jeu vidéo d'action-aventure, basé sur la licence Star Wars, développé par Respawn Entertainment et édité par le studios Electronic Arts. Le jeu est sorti le 15 novembre 2019 sur Windows, PlayStation 4 et Xbox One, et le 11 juin 2021 sur PlayStation 5 et Xbox Series.
Annoncé en 2016, le jeu est officiellement révélé durant l'Electronic Entertainment Expo 2018. Le jeu est exclusivement axé sur une campagne solo et s'insère au sein de la saga Star Wars, plus exactement entre La Revanche des Sith et Un nouvel espoir. Il met en scène des survivants de l'ordre Jedi, contraints de vivre dans la clandestinité pour échapper à la purge menée par l'Empire galactique. Le joueur incarne ainsi un ancien padawan, Cal Kestis, condamné à fuir après avoir été débusqué par les inquisiteurs impériaux.
Star Wars Jedi: Fallen Order est un jeu d'action-aventure en vue à la troisième personne. Le protagoniste utilise un sabre laser ainsi que la Force pour se défendre. Il adopte le style d’exploration et de progression dit metroidvania, certaines zones étant accessibles après l'acquisition de certaines compétences déblocable durant l'histoire. Ces dernières peuvent être améliorées via à un arbre de compétences utilisable grâce aux cercles de méditation. Ceux-ci font office de point sauvegarde manuel et permettent au joueur de récupérer sa santé, son énergie de Force ainsi que ses objets de guérison mais provoquent la réapparition de tous les ennemis. Les combats et les niveaux ont été inspirés par Metroid Prime (2002), The Legend of Zelda: The Wind Waker (2002) ou encore Dark Souls (2011).
La bande originale est composée par Stephen Barton et Gordy Haab (en).
Le comics Star Wars Jedi: Fallen Order - Dark Temple sert de préquelle au jeu. Premier titre d'une nouvelle franchise, la suite Star Wars Jedi: Survivor sort en avril 2023. Un troisième volet est en production.

## Trame

### Univers
Star Wars Jedi: Fallen Order prend place dans l'univers de science-fiction créé par le réalisateur, scénariste et producteur américain George Lucas : Star Wars. La galaxie est le théâtre d'affrontements entre les Chevaliers Jedi et les Seigneurs Sith, personnes antagonistes sensibles à la Force, un champ énergétique mystérieux leur procurant des pouvoirs psychiques. Les Jedi maîtrisent le Côté lumineux de la Force, pouvoir bénéfique et défensif, pour maintenir la paix dans la galaxie. Les Sith utilisent le Côté obscur, pouvoir nuisible et destructeur, pour leurs usages personnels et pour dominer la galaxie.
Cinq ans après l'avènement de l'Empire galactique et la Grande purge des Jedi orchestrés par l'Empreur Dark Sidious, l’ancien Padawan Cal Kestis, caché sur la planète Bracca, tente de survivre dans ce monde bouleversé, où il travaille comme ferrailleur. Mais traqué par les sinistres inquisiteurs de Dark Vador, Cal devra se réconcilier avec son passé pour terminer son entraînement Jedi.

### Personnages

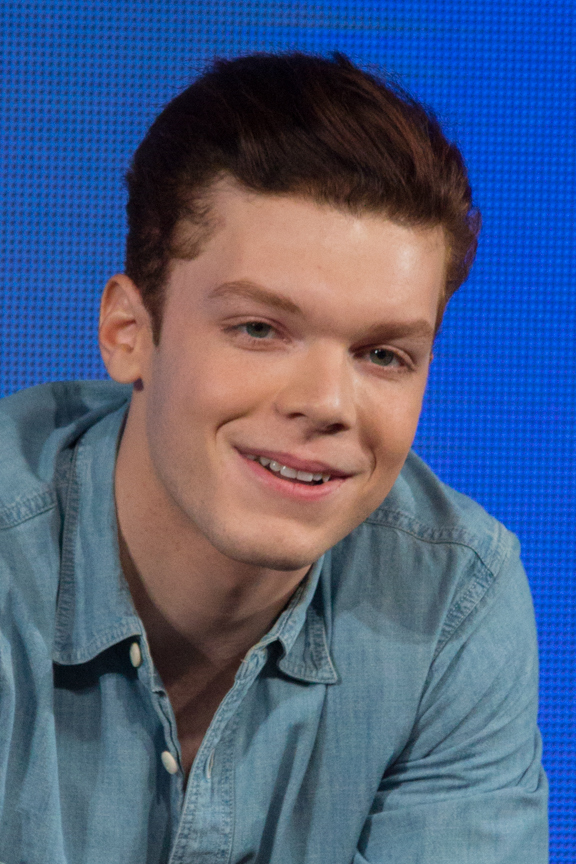
Cameron Monaghan interprète Cal Kestis.

L'histoire suit Cal Kestis (Cameron Monaghan), ancien padawan du Jedi Jaro Tapal (Travis Willingham) ayant survécu à l'Ordre 66 décrété par l'empereur Palpatine et exécuté par les soldats clones (Dee Bradley Baker). Exilé sur la planète Bracca, il travaille pour la Guilde des Ferrailleurs et fait notamment la rencontre de Prauf (JB Blanc).
|                                                                                      |  |  |
| Debra Wilson et Tony Amendola interprètent respectivement Cere Junda et Eno Cordova. |  |  |

Il est un jour retrouvé puis traqué par Trilla Suduri / la Deuxième Sœur (Elizabeth Grullón) et la Neuvième Sœur (Misty Lee), deux Inquisitrices servant le seigneur Sith Dark Vador (Scott Lawrence). Cal est sauvé par Cere Junda (Debra Wilson), une ancienne Jedi et par Greez Dritus (Daniel Roebuck), un Latero  propriétaire et pilote du vaisseau Stinger Mantis. Cere demande l'aide de Cal pour obtenir un holocron caché par son ancien maitre Jedi, Eno Cordova (Tony Amendola), se trouvant dans un sanctuaire construit par les Zeffos sur la planète Bogano et contenant la liste de personnes sensibles à la Force. Sur la planète Cal rencontre le droïde BD-1 (Ben Burtt) qui deviendra son compagnon.
Durant son aventure, Cal fait la rencontre du rebelle Saw Gerrera (Forest Whitaker) venu sur la planète  Kashyyyk afin d'aider le chef des Wookiees Tarfful avec l'appui de ses partisans. Cal se rend également sur la planète Dathomir où il rencontre Taron Malicos (Liam McIntyre), un ancien Jedi qui s'est écrasé durant la purge, ainsi que Merrin (Tina Ivlev), une membre du clan des Soeurs de la nuit et une des rares survivantes de l'attaque du Général Grievous contre son clan.

### Résumé de l'histoire
Cinq ans après l'exécution de l'Ordre 66 et le début de la Grande purge Jedi, Cal Kestis, ancien padawan, se cache du nouvellement créé Empire galactique. Sur la planète Bracca, où il travaille comme ferrailleur sur des carcasses de vaisseaux de la guerre des clones, Cal utilise la Force pour sauver son ami Prauf d’une chute mortelle. L'incident est enregistré par un droïde sonde impérial, qui relaie l'information à l'Empire. Celui-ci envoie deux inquisiteurs — les Deuxième et Neuvième Sœurs, dont la mission est de traquer les survivants de l’ordre Jedi — pour poursuivre Cal. Elles tuent Prauf, qui avait commencé une diatribe contre l'Empire en toute connaissance de cause, pour forcer le padawan à se démasquer. Ce dernier parvient à s’échapper, engageant brièvement la Deuxième Sœur en combat avant d'être secouru par une ancienne Jedi, Cere Junda, et son partenaire pilote Greez Dritus dans leur vaisseau, le Stinger Mantis.
Cere emmène Cal sur la planète Bogano, en espérant qu’il puisse accéder à un ancien sanctuaire sans lui en expliquer clairement les raisons. En chemin, Cal se lie d'amitié avec un petit droïde nommé BD-1, qui lui montre un message d'un ancien maître Jedi nommé Eno Cordova. Le message révèle que le sanctuaire a été construit par une civilisation ancienne, les Zeffos, et qu'un holocron Jedi contenant une liste d'enfants sensibles à la Force a été caché à l'intérieur par Cordova. Cere pense que cette liste pourrait aider à reconstruire l'Ordre Jedi, mais le seul moyen d'y accéder est de suivre les traces de Cordova. Cal se dirige ainsi vers le monde natal des Zeffos et explore un ancien temple. Là, il trouve un indice pointant vers un ami de Cordova, le chef des Wookiees, Tarfful, sur la planète Kashyyyk.
Sur Kashyyyk, Cal détourne un AT-AT impérial et se dirige vers les forêts, rencontrant en chemin le célèbre insurgé Saw Gerrera. Cal fait équipe avec les rebelles pour vaincre les forces impériales et libérer leurs travailleurs esclaves Wookiees. Incapable de trouver Tarfful, Cal retourne sur Zeffo pour trouver plus d'indices concernant le coffre où est caché l’holocron. Là, il est pris en embuscade par la Deuxième Sœur, qui se révèle être l'ancienne Padawan de Cere, Trilla Suduri, qui avait été capturée par l'Empire après que Cere ait révélé, sous la torture, où elle se cachait. De nouveau, Cal parvient à lui échapper ; Trilla parvient toutefois à l’avertir que Cere le trahira inévitablement, tôt ou tard.
Cal apprend qu'il doit trouver un artefact Zeffo appelé l’Astrium pour déverrouiller le coffre, mais est ensuite capturé avec BD-1 par un chasseur de primes de la Nuée d'Haxion. Il est forcé de combattre différents ennemis dans une arène de gladiateurs appartenant à Sorc Tormo, le patron d'Haxion qui lui apprend que Greez a d'énormes dettes de paris. Cal et BD-1 sont secourus par Cere et Greez, puis reçoit une communication de Tarfful, qui est prêt à le rencontrer. De retour sur Kashyyyk, Tarfful demande à Cal de chercher des réponses en haut de l'Arbre des Origines. Lors de son ascension, il est attaqué par la Neuvième Sœur, dont le vaisseau est abattu par une grande créature ailée. Cal trouve la créature blessée par l'attaque et la soigne, lui permettant d'accéder au sommet de l'Arbre des Origines par la voie des airs. Il trouve un enregistrement de Cordova lui disant qu'un Astrium peut être trouvé dans une tombe Zeffo sur Dathomir. Cal est de nouveau attaquée par la Neuvième Sœur et la vainc.
Sur Dathomir, la progression de Cal est entravée par Merrin, une sœur de la nuit qui blâme les Jedi pour le massacre de son peuple pendant la guerre des clones — causé en réalité par le Général Grievous sur ordre de son maître sith, le Comte Dooku — et tente de l'éloigner en invoquant une armée de revenants. Cal a par la suite une vision de son ancien maître, Jaro Tapal, se sacrifiant pour le protéger pendant l'Ordre 66, puis est attaqué par l'esprit de Jaro, entraînant la destruction du cristal de son sabre laser. Cal rencontre ensuite l'ancien Jedi Taron Malicos, qui s'est écrasé sur Dathomir pendant la Purge et cherche à apprendre la magie des sœurs de la nuit. Malicos propose d'enseigner à Cal comment gérer ce pouvoir sombre, mais il refuse et s'enfuit après que Merrin les ait attaqués tous les deux avec une armée de mortes-vivantes.
À bord du Mantis, Cere admet que lorsqu'elle a appris que Trilla est devenue une Inquisitrice, elle est brièvement tombée du Côté Obscur, c'est pourquoi elle a choisi de se couper de la Force. Après avoir voyagé sur Ilum pour reconstruire son sabre laser, Cal retourne sur Dathomir, où il récupère l'Astrium et surmonte sa culpabilité pour sa part de responsabilité dans la mort de son maître. Malicos essaie à nouveau de tenter Cal vers le côté obscur, mais Cal le combat et est capable de le vaincre avec l'aide de Merrin, qui enterre Malicos vivant sur Dathomir. Merrin accepte alors de rejoindre l'équipage du Mantis.
L'équipage revient sur Bogano, où Cal utilise l'Astrium pour déverrouiller le coffre-fort du sanctuaire et s’emparer de l’holocron — ayant brièvement une sombre vision dans laquelle il devient un Inquisiteur impérial après avoir échoué à rebâtir l'Ordre Jedi — mais il est à nouveau attaqué par Trilla, qui le lui vole et parvient à s'échapper après que Cal l'ait vaincue. De retour sur le Mantis, Cere choisit de renouer avec son statut de Maître Jedi et accorde à Cal le rang de Chevalier. Ensemble, ils attaquent le quartier général de l'Inquisition Impériale, une station sous-marine cachée dans les eaux de la planète Nur. Cal atteint la chambre d'interrogatoire où il affronte de nouveau Trilla, la vainc et récupère l'holocron.
Cere intervient alors, faisant amende honorable auprès de Trilla pour la sortir du côté obscur. Mais alors que Trilla semble sauvée, Dark Vador surgit et la tue pour son échec. Incapable de vaincre Vador, Cal et Cere échappent à grand peine à son emprise avec l'aide de BD-1 et Merrin. De retour sur le Mantis, Cal — ayant réalisé que trouver et rassembler les enfants listés sur l'holocron en ferait des cibles faciles pour l'Empire — choisit de détruire l'holocron, estimant qu'il est préférable pour ces enfants de découvrir leur propre destin, sans interférence extérieure.

## Système de jeu
Star Wars Jedi: Fallen Order est un jeu d'action-aventure en solo et en vue à la troisième personne,. Il adopte le style d’exploration et de progression dit metroidvania. Les joueurs contrôlent le héros principal et ont accès à un sabre laser ainsi qu’à la Force. Les ennemis sont des stormtroopers impériaux, des droïdes et des Purge Troopers, qui ont été formés spécifiquement pour combattre les Jedi, ainsi que des bêtes sauvages et guerriers Zabrak qualifiés originaires de chaque planète explorée par Cal. Les boss du jeu comprennent des Inquisiteurs, qui manient également des sabres laser et la Force, des chasseurs de primes embauchés pour traquer Cal, de gros véhicules tels que les AT-ST et des bêtes sauvages comme l’Oggdo Bogdo et le Gorgara.
Cal acquiert des capacités à certains moments de l’histoire, chaque capacité permet d’accéder à des zones auparavant inaccessibles. Une fois ces capacités débloquées, le joueur peut les améliorer grâce à un arbre de compétences. Le jeu ne peut être sauvegardé manuellement qu’aux points de contrôle, qui apparaissent sous forme de « cercles de méditation ». Lors de ces cercles de méditation, le joueur peut « se reposer », ce qui reconstitue la santé, l’énergie de Force et les objets de guérison de Cal, mais provoque la réapparition de tous les ennemis. Le jeu comprend des objets de collection cosmétiques qui incluent différentes tenues pour Cal à porter, des pièces qui peuvent être utilisées pour personnaliser le sabre laser de Cal, et des combinaisons de couleurs alternatives pour le mode de transport de Cal, le Stinger Mantis — qui est utilisée pour voyager entre les planètes — et le compagnon droïde BD-1, qui est utilisé pour accéder à ces objets de collection, ainsi que pour compléter certaines énigmes.
Avec l’ajout d’une mise à jour publiée en 2020, les joueurs peuvent accéder à l’arène de méditation à travers les cercles de méditation. Cela leur permet de relever des défis de combat, impliquant de combattre plusieurs vagues d’ennemis dans des arènes basées sur certains endroits du mode histoire. En complétant de ces défis, le joueur obtient une à trois étoiles, selon s’il a respecté ou non les restrictions sur la santé du personnage (c’est-à-dire qu’il n’a jamais recouvré la santé ou subi des dégâts), ce qui peut être utilisé pour débloquer des skins supplémentaires pour BD-1. L’arène de méditation comprend également une grille de combat, où le joueur peut affronter sa propre vague ennemie personnalisée, tout en étant capable de s’accorder l’invincibilité, la force illimitée et d’autres tricheurs.

## Développement
Star Wars Jedi: Fallen Order est développé par Respawn Entertainment. Il s'agit d'un studio américain, formé en 2010 par les fondateurs d'Infinity Ward (à l'origine de la série à succès Call of Duty). La phase de développement du jeu débute en 2016 ; à cette date, le studio n'a produit que Titanfall et une suite pour Electronic Arts, lesquels sont en partenariat dans le cadre du programme EA Partners. Plus tard, courant 2019, le studio sort le jeu Apex Legends, qui connait un franc succès. De l'aveu de Stig Asmussen, directeur créatif du jeu, c'est EA qui a proposé à Respawn de créer un jeu vidéo sur l'univers de Star Wars. Le studio a accepté, abandonnant instantanément le développement d'un autre jeu, alors mal défini.

### Narration
« Fallen Order demande « qu'est-ce que cela signifie d'être un Jedi maintenant que l'ordre Jedi n'existe plus ? ». »
— Aaron Contreras dans Time en 2019
Côté narration, Chris Avellone s'est targué de son rôle de scénariste. Le jeu est conçu comme une « expérience » exclusivement jouable en solo. Le jeu est développé avec la dernière version du moteur Unreal Engine.
Jeff Magers explique le choix de situer l'intrigue entre les épisodes III et IV  de la saga : « Ce que les « heures sombres », comme on les appelle, nous permettent de faire, c'est d'être dans un endroit très familier à tous ceux qui connaissent Star Wars [...] Vous reconnaissez [...] toutes ces sortes de [...] piliers iconiques de la marque [qui] sont présents. Mais c'est aussi un endroit un peu différent. Luke Skywalker n'est pas encore là, il n'y a pas encore d'Alliance rebelle et la galaxie est totalement dominée par cet Empire fasciste et totalitaire, ce qui en fait un endroit parfait pour un héros de jeu vidéo, comme une bougie vacillante dans un endroit très sombre ». Le jeu reprend le concept du monomythe et le combat classique du « Bien contre le Mal », citant David contre Goliath. Au sujet des thématiques du jeu, Aaron Contreras explique que « Les traumatismes et les échecs [et] la réponse que nous avons à l'échec, les choix que nous faisons lorsque nous échouons sont au cœur émotionnel du jeu. ».
Le Stinger Mantis a été conçu par l'artiste de Doug Chiang. Greez Dritus, son capitaine, appartient à une nouvelle espèce extraterrestre conçue pour le jeu. Selon Asmussen, le personnage a été inspiré par John C. Reilly et M. Furley de la sitcom Vivre à trois. Il a fallu deux années pour concevoir BD-1. La relation entre ce dernier et Cal est comparée par Asmussen à celle de Charlie Brown et de ses compagnons animaux Snoopy et Woodstock. L'équipe a d'abord réfléchi à la possibilité de donner des lignes de dialogue au droïde, mais a finalement décidé de travailler avec Ben Burtt pour créer ses sons ainsi que ceux des autres droïdes.
Annoncé lors de la Star Wars Celebration de 2019 à Chicago, Cameron Monaghan fait la capture de mouvement et prête sa voix à Cal Kestis. Le studio a choisi un protagoniste humain comme étant plus accessible qu'un extraterrestre, et a également décidé qu'il devrait être un homme pour le différencier de Rey, la protagoniste de la troisième trilogie. Elizabeth Grullon fournie la voix de la Deuxième Sœur. L'accent britannique du personnage a été improvisé pendant les sessions d'enregistrement car elle « avait une forte intuition » que Trilla avait un dialecte britannique lorsqu'elle a lu le scénario pour la première fois. Forest Whitaker reprend une nouvelle fois le rôle de Saw Gerrera après l'avoir interprété dans le film Rogue One et la série Rebels.

### Gameplay
L'équipe s'est inspirée du design de Metroid Prime, en particulier de la fréquence à laquelle le protagoniste obtient de nouvelles compétences. Pour trouver un équilibre entre un gameplay stimulant et accessible, l'équipe a cherché un juste milieu entre Metroid, The Legend of Zelda: The Wind Waker et les jeux développés par FromSoftware comme Bloodborne et Dark Souls,.

### Musique
Gordy Haab (en) et Stephen Barton sont les compositeurs du jeu. Le premier a notamment travaillé sur les jeux Star Wars: The Old Republic - Knights of the Fallen Empire (2015), Star Wars Battlefront 2015 et Star Wars Battlefront II 2017  tandis que le dernier a notamment travaillé sur Titanfall (2014), du même studio.

## Commercialisation
En 2016, il est annoncé que Respawn Entertainment est en train de développer pour le studio Electronic Arts un jeu d'action-aventure en vue à la troisième personne qui se déroule dans l'univers de la franchise Star Wars. C'est lors d'une conférence organisée à l'Electronic Entertainment Expo 2018 de Los Angeles que Star Wars Jedi: Fallen Order est officiellement annoncé. L'intrigue promet alors de se dérouler après les événements du film Star Wars, épisode III : La Revanche des Sith, en permettant d'incarner un Padawan traqué, à la suite de la Grande purge Jedi ordonnée par l'empereur Palpatine. À l’E3 2019, Electronic Arts a présenté une démo de 15 minutes du jeu. Environ deux semaines plus tard, le 25 juin 2019, le studio a montré une version étendue de 25 minutes de la démo originale. Dans le cadre de la Star Wars Celebration 2019, le jeu s'offre un premier trailer.
Fait rare pour un jeu édité par Electronic Arts, prompt à commercialiser des jeux de type game as a service, celui-ci est développé sans micro-transactions ni loot boxes.
Après avoir fuité dans la presse par des revendeurs, la sortie du jeu est annoncée pour le 15 novembre 2019 sur Windows, PlayStation 4 et Xbox One,. Le jeu est sorti en deux éditions; une édition standard et une édition deluxe. Ce dernier comportait des skins exclusifs pour BD-1 et le Mantis, un artbook numérique et une vidéo « Director’s Cut » des coulisses.  Des cosmétiques exclusifs étaient également disponibles en précommandant le jeu et en ayant un abonnement EA Access actif. Une mise à jour gratuite a été publiée le 4 mai 2020, pour coïncider avec la Journée Star Wars. Elle introduit des défis de combat nommés « entraînement à la méditation », New Game Plus, et de nouveaux cosmétiques pour BD-1 et Cal.
Le 12 janvier 2021, une mise à jour gratuite a été publiée qui a amélioré les performances lors de l’exécution du jeu avec une rétrocompatibilité sur PlayStation 5 et Xbox Series X/S.  Des versions pour PlayStation 5 et Xbox Series X/S, développées en collaboration avec Panic Button, ont été commercialisés le 11 juin 2021. Les nouvelles versions ont amélioré la stabilité du mode 60 images par seconde (aussi dit « performances »), ont ajouté la prise en charge de résolutions plus élevées et ont considérablement amélioré les temps de chargement.

## Accueil
Une version Stadia a été publiée le 24 novembre 2020 et a reçu un accueil positif en ce qui concerne ses performances.
Star Wars Jedi: Fallen Order a reçu des « critiques généralement favorables », selon l’agrégateur de critiques Metacritic. Certaines critiques ont fait l’éloge de son système de combat et considèrent le jeu comme un progrès par rapport aux précédents jeux Star Wars développés par EA. Dan Stapleton d’IGN a donné au jeu une note de 9 sur 10, louant le gameplay qui s’est influencé de Dark Souls et Uncharted comme « un excellent ajustement ». Il a résumé : « Star Wars Jedi: Fallen Order compense beaucoup de temps perdu avec un genre fantastique action-aventure en solo qui marque le retour du Jedi jouable.
Dans un appel de résultats d’EA pour la période se terminant au 31 mars, 2020, le PDG de la société, Andrew Wilson, a commenté le succès de Star Wars Jedi: Fallen Order, faisant référence au jeu comme le premier titre d’une nouvelle franchise.

### Ventes
La version PlayStation 4 de Star Wars Jedi: Fallen Order s’est vendue à 26 761 exemplaires au cours de sa première semaine de vente au Japon, ce qui en fait le cinquième jeu le plus vendu de la semaine.  Au Royaume-Uni, il a été le deuxième jeu le plus vendu au cours de sa première semaine de vente, avec 66% des ventes pour la version PlayStation 4 et 34% des ventes pour la version Xbox One.  Il s’agissait également de la quatrième plus grande ventes de jeux vidéos format physique de 2019.

Le jeu s’est vendu à plus de 8 millions d’exemplaires à la fin du mois de janvier 2020, dépassant les attentes d’EA.  Plus de 10 millions d’unités ont été vendues au 31 mars 2020. 

## Postérité

### Comics
Une mini-série de comics intitulée Star Wars Jedi: Fallen Order - Dark Temple écrit par Matthew Rosenberg et illustrée par Paolo Villanelli a été publié par Marvel Comics en septembre 2019 et sert de préquelle au jeu. La mini-série raconte l'épopée du Maître Jedi Eno Cordova et de sa Padawan, Cere Junda enquêtant sur la planète Ontotho à la suite de la découverte des ruines d'un temple.
Selon Matt Martin, quelques allusions à Star Wars Jedi: Fallen Order ont été incluses dans la série de bandes dessinées Star Wars: Dark Vador paru en 2017.  Ces liens incluent la neuvième sœur, les Purge Troopers et la deuxième sœur, qui sont apparues pour la première fois dans les sixième, treizième et dix-neuvième numéros de la série, respectivement.
Dark Horse Comics a également publié un livre de référence, The Art of Star Wars Jedi: Fallen Order le 20 novembre 2019.

### Produits dérivés
Hasbro a produit des figurines de la gamme Star Wars: The Black Series comptant Cal Kestis et BD-1, la Seconde Sœur et le Purge Stormtrooper, cette sélection de design étant également adaptée par Funko en figurines Funko Pop!.
Dans une interview réalisée par le groupe LEGO, les concepteurs LEGO Jens Kronovold Frederiksen et Micheal Lee Stockwell ont déclaré que le groupe Lego Star Wars été en discussion pour adapter le jeu vidéo. Lors de la Star Wars Celebration 2022, LEGO a révélé un modèle LEGO BD-1 basé sur le jeu.
La Deuxième Sœur, l’antagoniste principal du jeu, a été introduite en tant que personnage jouable pour le jeu de rôle mobile gratuit Star Wars : Les Héros de la galaxie à la fin de janvier 2022, et est destinée à être le premier de plusieurs Inquisiteurs ajoutés au jeu. La Neuvième Sœur a été ajoutée le mois suivant.

### Suites
En janvier 2022, devant le succès du premier opus, Respawn a confirmé qu'une suite est en cours de développement avec le retour de Stig Asmussen à la réalisation. Intitulé Star Wars Jedi: Survivor, le jeu sort le 28 Avril 2023 sur Xbox Series X/S, PC et PlayStation 5.
En septembre 2023, Cameron Monaghan confirme la mise en chantier d'un troisième volet.